# Gun (arme)
Pour les articles homonymes, voir Gun.

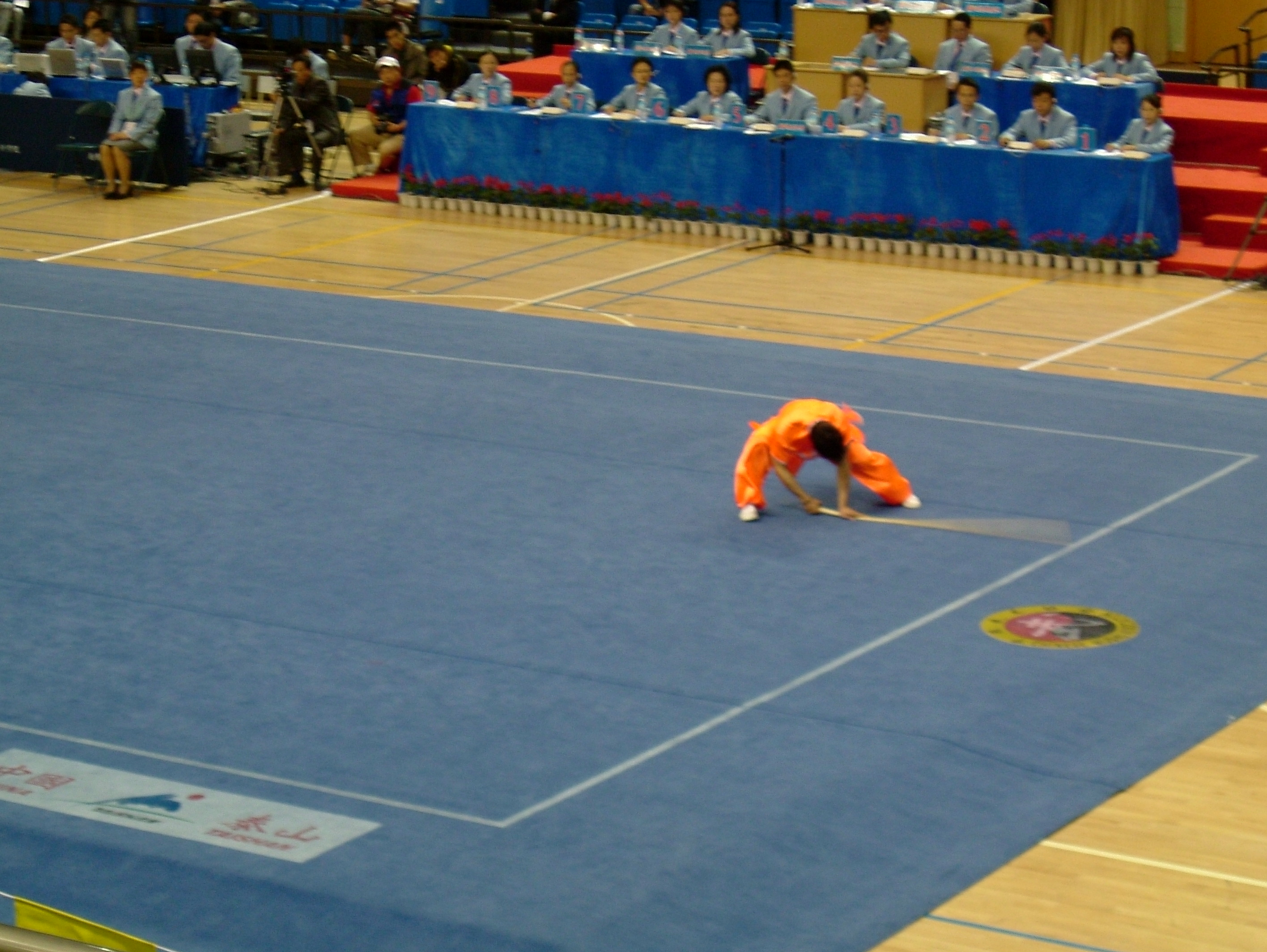
Démonstration de Gun lors d'une compétition de wushu

Le mot chinois gun (棍, pinyin: gùn) désigne les bâtons de différentes tailles utilisés dans les arts martiaux chinois,. Le gun est l'une des quatre armes de base en art martial chinois (avec l'épée, la lance et le sabre).

## Legun shu
(janvier 2010).
Si vous disposez d'ouvrages ou d'articles de référence ou si vous connaissez des sites web de qualité traitant du thème abordé ici, merci de compléter l'article en donnant les références utiles à sa vérifiabilité et en les liant à la section « Notes et références ».

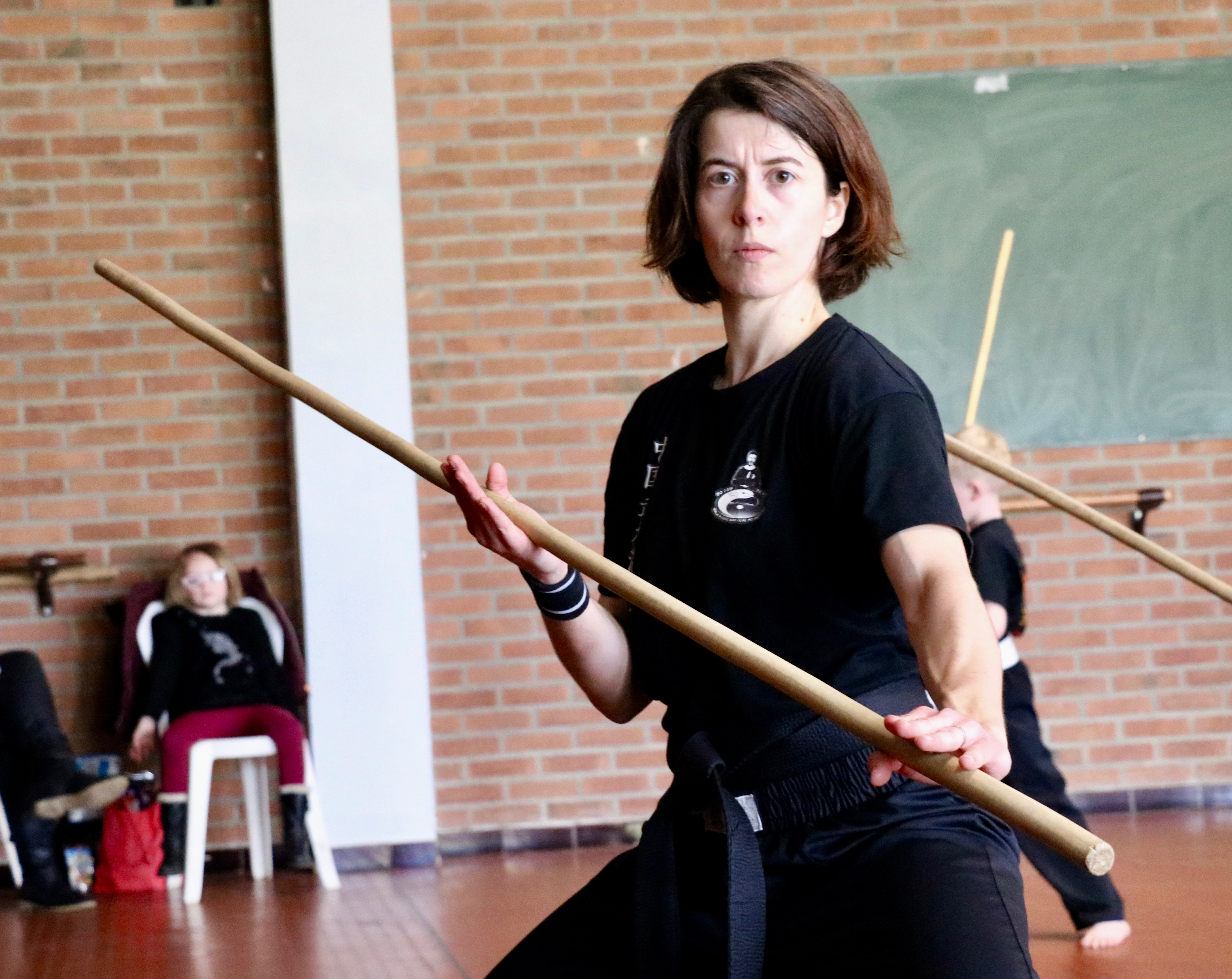
Un pratiquant de Kung Fu maniant le Gun (dans le style Mansuria Kung Fu).

Dans le Kung-fu Shaolin, le bâton est surnommé « l'ancêtre des armes », car il est considéré comme la plus vieille des armes.
Le bâton « mère de toutes les armes » est la base de l’enseignement traditionnel avant de passer au maniement d’armes plus complexes. Des représentants fameux de cette arme sont les moines de Shaolin. Son maniement repose sur cinq mouvements de base (frapper, piquer, contrer, manipuler, et bloquer) et de nombreuses autres techniques découlent de celles-ci, notamment rebondir (弹, tán), tourner (转, zhuǎn), crocheter (钩, gōu), percer (穿, chuān), et fendre (Ke).
Dans la pratique moderne, le bâton du Nord (chang gun) diffère de celui du Sud (nan gun) sur plusieurs points. Bien que de taille identique, la première différence visible est le diamètre de l’arme du Sud, plus large car se concentrant sur des frappes « dures » et plus de mouvements de blocages. Mais la différence majeure se situe dans l’utilisation de l’arme. Les styles du Nord privilégient les frappes longues et les techniques enchaînées grâce aux « rebonds » dus à l’explosivité des mouvements, principe que l’on retrouve donc dans le maniement du bâton.
Il est souvent plus fin à une extrémité qu'à l'autre.

## Taiji
Il est également utilisé comme arme du taiji quan. Il existe alors différentes variantes :
- taiji gun, avec bâton long ;
- taiji duan gun, avec bâton court ;
- taiji shang gun, avec deux bâtons.